# Number Ones (альбом ABBA)
Number Ones — альбом-компиляция шведской группы ABBA, выпущенный лейблом Universal Music Group в 2006 году. Этот альбом включает песни, ставшие хитами № 1 в большинстве ведущих чартов. Number Ones неплохо продавался в Новой Зеландии, продержавшись 3 недели (с 8 января 2007) в альбомных чартах и получив статус «золотого», а также на Тайване (одну неделю). В Великобритании высшей позицией стала 15-я, в Австралии — 36-я. Таким образом, Number Ones стал первым альбомом АББА, попавшим в топ-50 после выпуска фильма Mamma Mia!.

## Об альбоме
Ограниченное издание включает дополнительный диск с 12 бонусными треками, взятыми с наиболее успешных альбомов ABBA.
Британское издание включает песни «Summer Night City» и «Ring Ring», не ставшие, однако, хитами № 1 в этой стране.

## Список композиций (международное издание)
1. «Gimme! Gimme! Gimme! (A Man After Midnight)»
2. «Mamma Mia»
3. «Dancing Queen»
4. «Super Trouper»
5. «SOS»
6. «Summer Night City»
7. «Money, Money, Money»
8. «The Winner Takes It All»
9. «Chiquitita»
10. «One Of Us»
11. «Knowing Me, Knowing You»
12. «Voulez-Vous»
13. «Fernando»
14. «Waterloo»
15. «The Name of the Game»
16. «I Do, I Do, I Do, I Do, I Do»
17. «Take a Chance on Me»
18. «I Have A Dream»

## Список композиций (Великобритания)
1. «Gimme! Gimme! Gimme! (A Man After Midnight)»
2. «Mamma Mia»
3. «Dancing Queen»
4. «Super Trouper»
5. «SOS»
6. «Summer Night City (extended)»
7. «Money, Money, Money»
8. «The Winner Takes It All»
9. «Chiquitita»
10. «One Of Us»
11. «Knowing Me, Knowing You»
12. «Voulez-Vous»
13. «Fernando»
14. «Waterloo»
15. «Ring Ring»
16. «The Name of the Game»
17. «I Do, I Do, I Do, I Do, I Do»
18. «Take a Chance on Me»
19. «I Have A Dream»

## Бонусные треки (издание Limited Edition)
1. «When I Kissed The Teacher»
2. «Hole In Your Soul»
3. «Dance (While The Music Still Goes On)»
4. «Me And I»
5. «The King Has Lost His Crown»
6. «Rock Me»
7. «Tiger»
8. «I Wonder (Departure)»
9. «Another Town, Another Train»
10. «Our Last Summer»
11. «Kisses Of Fire»
12. «Slipping Through My Fingers»